# Ménarmont
Ménarmont ist eine französische Gemeinde im Département Vosges in der Region Grand Est (bis 2015 Lothringen). Sie gehört zum Arrondissement Épinal und zum Kanton Raon-l’Étape.

## Geografie
Ménarmont liegt etwa 15 Kilometer nördlich vom Kantonshauptort Rambervillers.

## Bevölkerungsentwicklung
| Jahr      | 1793 | 1896 | 1954 | 1982 | 1990 | 1999 | 2006 |
| Einwohner | 234  | 176  | 110  | 73   | 71   | 55   | 48   |

## Sehenswürdigkeiten
- Kirche Saint-Florent aus dem 19. Jahrhundert

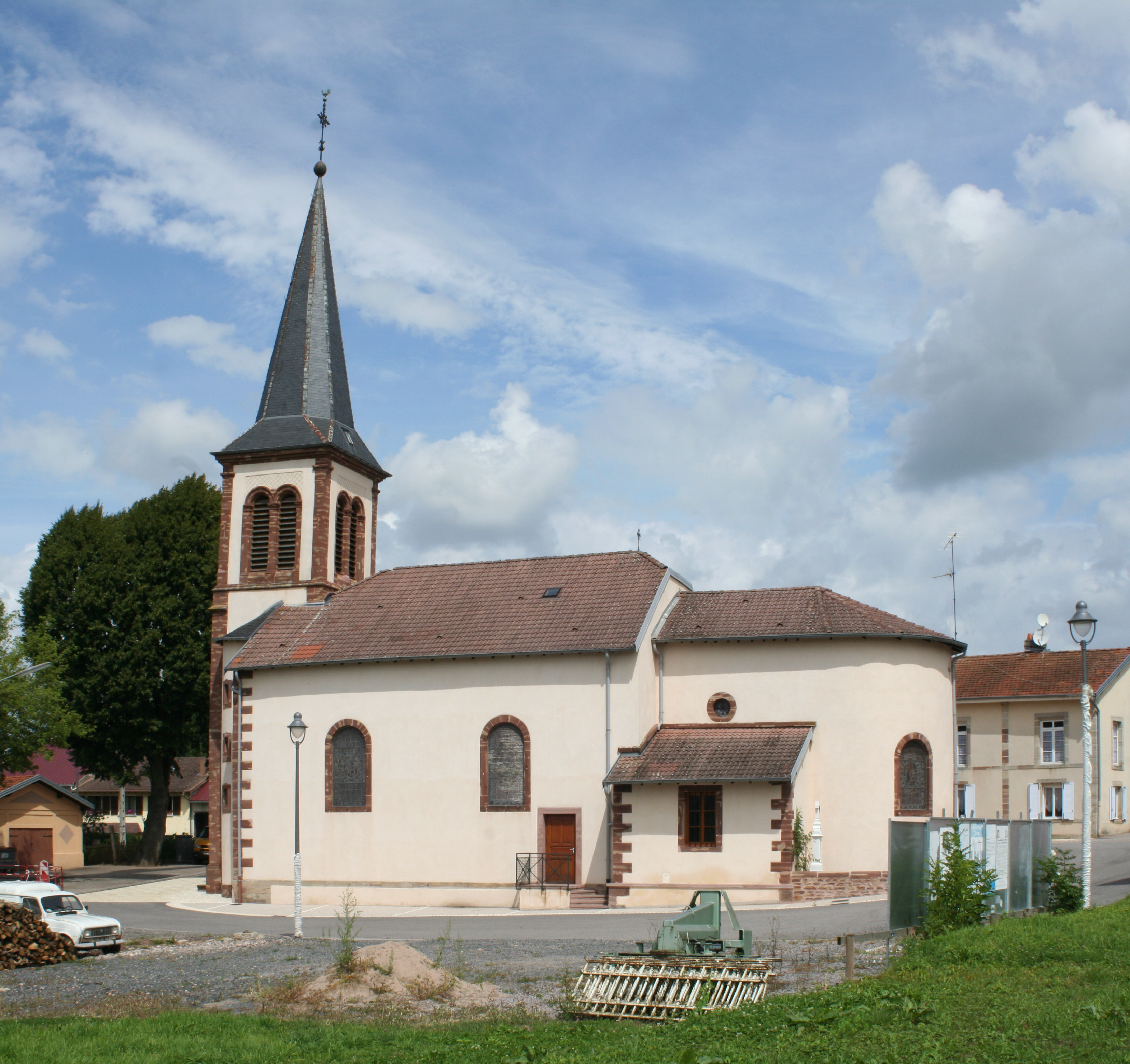
Kirche Saint-Florent